# Upplands runinskrifter 1150
Upplands runinskrifter 1150 är en vikingatida runsten av rödgrå granit i Gårdskär, Västerboda, Älvkarleby socken och Älvkarleby kommun. Stenen är 1 meter hög och 0,95 meter bred. En delvis synlig slinga är ca 7 centimeter bred. Det bevarade stycket utgör stenens övre del. Av allt att döma har det aldrig funnits runor på stenen utan endast ornamentik. Ristningsytan är hårt sliten, varför linjerna äro mycket grunda. Utan tvivel är ristningen utförd av en ovan person. Linjerna är klumpigt och osäkert utförda.